# Adalberó II de Verdun
Adalberó II (cap a 964 - 988) va ser un bisbe de Verdun de la casa de les Ardennes, que va exercir de 984 a 988. Era fill de Godofreu I el Captiu, comte de Verdun i de Matilde de Saxònia.
Quan el seu cosí germà Adalberó I de Verdun, que era bisbe de Verdun, va ser escollit el 16 d'octubre de 984 per ocupar la seu episcopal de Metz (on fou Adalberó II de Metz), Adalberó II va ser escollit per reemplaçar-lo a Verdun. Va morir uns quatre anys més tard.